# سنديان أشعر
السنديان الأشعر أو السنديان التركي أو البلوط الأشعر أو البلوط التركي أو اللِّكّ أو العذر أو العِزر نوع نباتي شجري من جنس السنديان من الفصيلة الزانية.

## الموئل والانتشار
ينتشر هذا النوع في معظم مناطق شمال حوض البحر الأبيض المتوسط ووسط أوروبا بما فيها المشرق العربي وتركيا وبلغاريا ورومانيا واليونان والمجر والنمسا وسويسرا والمغرب العربي واليونان والجبل الأسود وإيطاليا وغرب أوروبا (فرنسا وبريطانيا وإسبانيا).

## الوصف النباتي
- الشكل العام: شجرة متوسطة الحجم، يتراوح ارتفاعها بين 10 إلى 20 مترًا.
- اللحاء: رمادي غامق، متشقق عند التقدم في العمر.
- الأوراق: متساقطة، ذات شكل بيضاوي أو مفصص، ويغطي سطحها زغب ناعم، خصوصًا على الوجه السفلي.
- الثمار: جوزات بلوط تنمو منفردة أو في مجموعات صغيرة، ولها قاعدة كأسيّة مغطاة بالحراشف

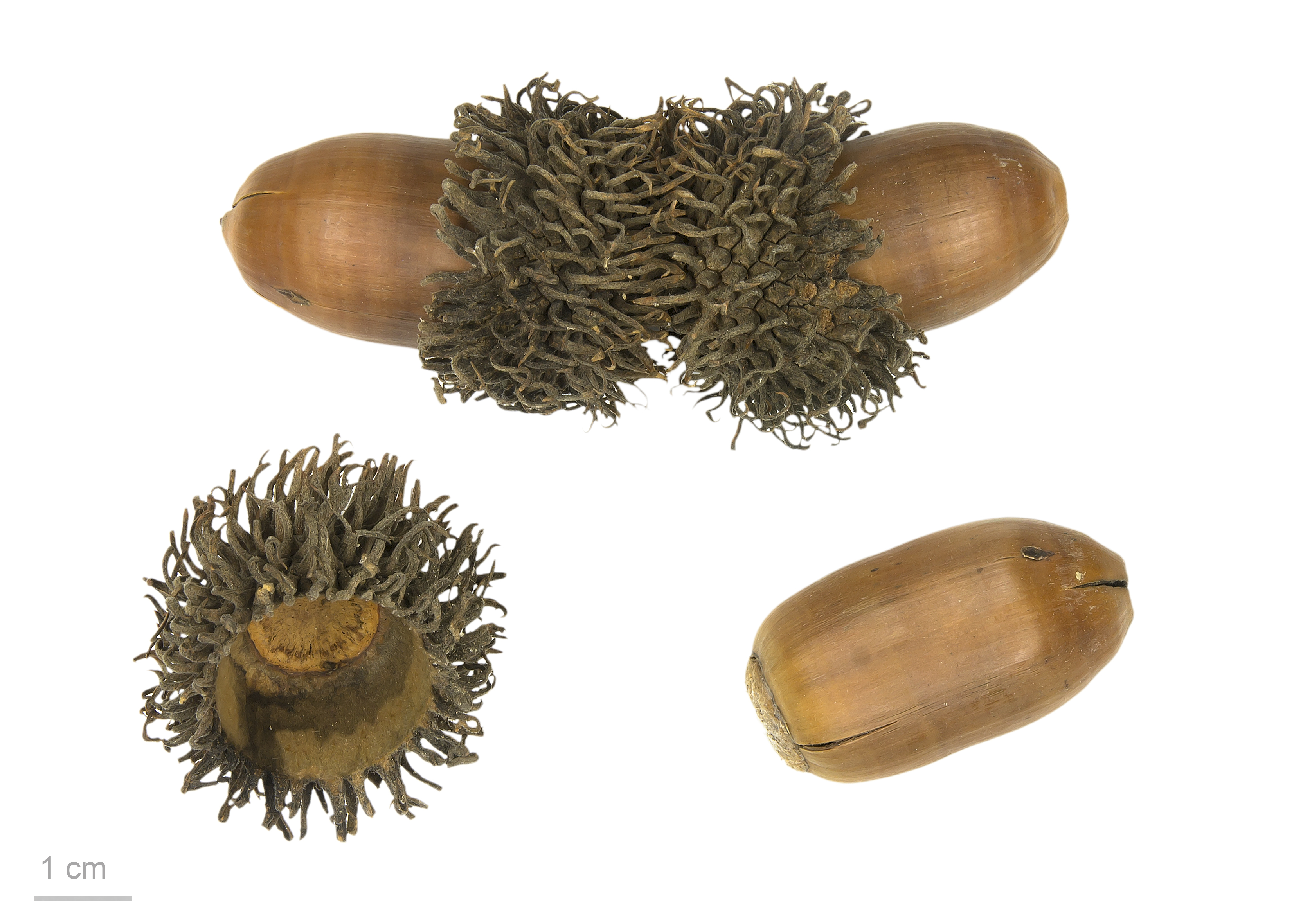
صورة لعِدة ثمرات من السنديان الأشعر